# Persone di nome Manuel/Politici
| Questa pagina contiene informazioni ricavate automaticamente dalle voci biografiche con l'ausilio del template Bio e di un bot. L'aggiornamento è periodico e automatico e ricostruisce completamente la pagina. Se manca una persona in questa lista, sei pregato di non aggiungerla, ma accertati piuttosto che la sua voce biografica contenga il template Bio e che i dati anagrafici siano correttamente compilati. Se il template Bio manca, inseriscilo tu stesso o, in alternativa, metti l'avviso {{tmp\|Bio}} che ne segnala la mancanza. Se i dati riportati sono sbagliati, correggi direttamente la voce biografica; le modifiche saranno visibili in questa lista entro pochi giorni. Per chiarimenti vedi il progetto antroponimi. La lista contiene solo le 62 persone che sono citate nell'enciclopedia e per le quali è stato implementato correttamente il template Bio. Pagina aggiornata al 6 ago 2025. |

Questa è una lista di persone presenti nell'enciclopedia che hanno il nome Manuel e sono politici.

## A(7)
- Manuel Allendesalazar Muñoz, politico spagnolo (Guernica, n. 1856 - Madrid, † 1923)
- Manuel Alonso Martínez, politico spagnolo (Burgos, n. 1827 - Madrid, † 1891)
- Manuel Amador Guerrero, politico panamense (Turbaco, n. 1833 - † 1909)
- Manuel de Arriaga, politico portoghese (Horta, n. 1840 - Lisbona, † 1917)
- Manuel Azaña Díaz, politico spagnolo (Alcalá de Henares, n. 1880 - Montauban, † 1940)
- Manuel Roxas, politico filippino (Roxas, n. 1892 - Aeroporto di Clark, † 1948)
- Mar Roxas, politico filippino (Quezon City, n. 1957)

## B(5)
- Manuel Lisandro Barillas Bercián, politico guatemalteco (Quetzaltenango, n. 1845 - Città del Messico, † 1907)
- Manuel Isidoro Belzu, politico boliviano (La Paz, n. 1808 - La Paz, † 1865)
- Manuel Bompard, politico francese (Firminy, n. 1986)
- Manuel Ezequiel Bruzual, politico venezuelano (Santa Marta, n. 1830 - Curaçao, † 1868)
- Manuel Basilio Bustamante, politico uruguaiano (San Carlos, n. 1785 - Montevideo, † 1863)

## C(3)
- Manuel Ciavatta, politico sammarinese (Città di San Marino, n. 1976)
- Manuel Pinto da Costa, politico e economista saotomense (Água Grande, n. 1937)
- Manuel Candamo, politico peruviano (Lima, n. 1841 - Arequipa, † 1904)

## D(5)
- Manuel de los Cobos y Luna, politico italiano (Cagliari, † 1668)
- Manuel de Ascásubi, politico ecuadoriano (Quito, n. 1804 - Quito, † 1876)
- Manuel Felipe Tovar, politico venezuelano (Caracas, n. 1803 - Parigi, † 1866)
- Lorenzo de Zavala, politico messicano (Tecoh, n. 1788 - Channelview, † 1836)
- Manuel Joaquín Álvarez de Toledo, politico spagnolo (Pamplona, n. 1641 - Barcellona, † 1707)

## E(3)
- Manuel Espino, politico messicano (Durango, n. 1959)
- Manuel Esquivel, politico beliziano (Belize City, n. 1940 - Belize City, † 2022)
- Manuel Estrada Cabrera, politico guatemalteco (Quetzaltenango, n. 1857 - Città del Guatemala, † 1924)

## F(2)
- Manuel Fraga Iribarne, politico spagnolo (Vilalba, n. 1922 - Madrid, † 2012)
- Grandizo Munis, politico e scrittore spagnolo (Torreón, n. 1912 - Parigi, † 1989)

## G(3)
- Manuel Teixeira Gomes, politico portoghese (Vila Nova de Portimão, n. 1860 - Bougie, † 1941)
- Manuel González, politico e generale messicano (Matamoros, n. 1833 - Chapingo, † 1893)
- Manuel Gómez Pedraza, politico e generale messicano (Santiago de Querétaro, n. 1789 - Città del Messico, † 1851)

## H(1)
- Manuel Hedilla, politico spagnolo (Ambrosero, n. 1902 - Madrid, † 1970)

## J(1)
- Manuel Jimenes, politico dominicano (Baracoa, n. 1808 - Port-au-Prince, † 1854)

## L(4)
- Manuel Linares Rivas, politico, drammaturgo e giurista spagnolo (Santiago di Compostela, n. 1866 - Madrid, † 1938)
- Manuel María Llanza y Pignatelli, politico spagnolo (Barcellona, n. 1857 - Barcellona, † 1927)
- Manuel María Lombardini, politico e generale messicano (Città del Messico, n. 1802 - Città del Messico, † 1853)
- Manuel Lujan, Jr., politico statunitense (San Ildefonso Pueblo, n. 1928 - Albuquerque, † 2019)

## M(8)
- Manuel de Argüelles, politico e banchiere spagnolo (Madrid, n. 1875 - Madrid, † 1945)
- Manuel Marrero Cruz, politico e militare cubano (Holguín, n. 1963)
- Manuel Marín, politico spagnolo (Ciudad Real, n. 1949 - Madrid, † 2017)
- Manuel Vicente Maza, politico e avvocato argentino (Buenos Aires, n. 1779 - Buenos Aires, † 1839)
- Mariano Melgarejo, politico boliviano (Tarata, n. 1820 - Lima, † 1871)
- Manuel Menéndez, politico peruviano (Lima, n. 1793 - Lima, † 1847)
- Manuel Merino, politico e agronomo peruviano (Tumbes, n. 1961)
- Manuel Moreno, politico argentino (Buenos Aires, n. 1781 - † 1857)

## N(1)
- Manuel Serifo Nhamadjo, politico guineense (Bissau, n. 1958 - Lisbona, † 2020)

## O(2)
- Manuel Oribe, politico uruguaiano (Montevideo, n. 1792 - Montevideo, † 1857)
- Manuel Antonio Ortiz, politico paraguaiano

## P(3)
- Manuel Pardo, politico peruviano (Lima, n. 1834 - Lima, † 1878)
- Manuel María Ponce Brousset, politico e generale peruviano (Lima, n. 1874 - Lima, † 1966)
- Manuel Prado Ugarteche, politico e banchiere peruviano (Lima, n. 1889 - Parigi, † 1967)

## Q(1)
- Manuel Quintana, politico e avvocato argentino (Buenos Aires, n. 1835 - Buenos Aires, † 1906)

## R(3)
- Manuel Robles Pezuela, politico e militare messicano (Guanajuato, n. 1817 - Tuxtepec, † 1862)
- Manuel Rosales, politico venezuelano (Santa Bárbara del Zulia, n. 1952)
- Manuel Ruiz Zorrilla, politico spagnolo (Burgo de Osma-Ciudad de Osma, n. 1833 - Soria, † 1895)

## S(1)
- Manuel de Sarratea, politico e diplomatico argentino (Buenos Aires, n. 1774 - Limoges, † 1849)

## T(2)
- Manuel Trucco, politico cileno (Cauquenes, n. 1875 - Santiago del Cile, † 1954)
- Manuel Tuzi, politico italiano (Roma, n. 1987)

## U(1)
- Manuel Urrutia Lleó, politico cubano (Yaguajay, n. 1908 - Queens, † 1981)

## V(5)
- Manuel Valls, politico francese (Barcellona, n. 1962)
- Manuel Velasco Coello, politico e avvocato messicano (Tuxtla Gutiérrez, n. 1980)
- Manuel Vescovi, politico italiano (Padova, n. 1970)
- Manuel Vitorino Pereira, politico brasiliano (Salvador de Bahía, n. 1853 - Rio de Janeiro, † 1902)
- Manuel Ignacio de Vivanco, politico peruviano (Valparaíso, n. 1806 - Lima, † 1873)

## Á(1)
- Manuel Ávila Camacho, politico e generale messicano (Teziutlán, n. 1897 - Città del Messico, † 1955)